# Trận Quang Thạnh (1967)
Trận Quang Thạnh hay trận Trà Bình Đông là trận chiến xảy ra vào tháng 2 năm 1967 giữa Đại đội 11 của tiểu đoàn 3 thuộc lữ đoàn 2 Thủy quân lục chiến Hàn Quốc (còn được gọi là Lữ đoàn Rồng Xanh) với Tiểu đoàn 40 và tiểu đoàn 60 của trung đoàn 1 (trung đoàn Ba Gia) thuộc Sư đoàn 2 Quân Giải phóng miền Nam Việt Nam tại làng Trà Bình Đông, huyện Trà Bồng, tỉnh Quảng Ngãi.

## Bối cảnh
Mùa thu năm 1966, với mục đích phục vụ Chiến lược Tìm và diệt, quân đội Hoa Kỳ đã đưa Lữ đoàn lính thủy đánh bộ Hàn Quốc mang tên "Rồng Xanh" từ Phú Yên đổ quân ra hai huyện Bình Sơn và Sơn Tịnh. Do khu vực Đồi tranh Quang Thạnh có vị trí chiến lược về mặt quân sự, lực lượng Hàn Quốc đã xây dựng thành cứ điểm quân sự của Lữ đoàn Rồng xanh, với hệ thống giao thông hào sâu, lô cốt, hầm chiến đấu vững chắc. Cứ điểm án ngữ con đường đông - tây nhằm cắt đứt con đường liên lạc tiếp tế của Quân Giải phóng (QGP) từ phía đông lên phía tây Sơn Tịnh, đồng thời khống chế phía tây bắc thị xã Quảng Ngãi, lấn chiếm vùng giải phóng làm mất nguồn bổ sung vật chất, mất địa bàn đứng chân khiến cho các lực lượng vũ trang của Quân Giải phóng phải lùi về vùng rừng núi.
Từ khi đóng quân, lính Hàn Quốc này đã gây ra nhiều tội ác chiến tranh đối với nhân dân vùng chiếm đóng bằng những cuộc hành quân nhằm tiêu diệt lực lượng của QGP và phá căn cứ kháng chiến. Trước tình hình đó, QGP đã lập kế hoạch tiến công để tiêu diệt toàn bộ đồn của quân đội Hàn Quốc.

## Diễn biến
Đêm 14-2, Quân Giải phóng tổ chức chiếm lĩnh trận địa theo nguyên tắc xa trước, gần sau. Đến 22 giờ 30 phút đã vào chiếm lĩnh xong, chỉ còn cách hàng rào của lính Hàn Quốc 100 mét. Theo hiệp đồng, lúc này hướng chủ yếu của QGP sẽ là vào chiếm lĩnh. Tuy nhiên, 1 tiểu đoàn của QGP nhận nhầm lộ tiêu nên bị lạc. Lúc này lực lượng dự bị cũng đã tập kết tại vị trí điều chỉnh, cách cứ điểm 700 mét. Khi QGP vào chiếm lĩnh, hướng thứ yếu đã cho lực lượng mở cửa lên khắc phục vật cản và đặt bộc phá với ý định mở cửa theo phương pháp đồng loạt. Trong quá trình thực hiện, lính Hàn Quốc phát hiện ra vị trí cửa mở và cướp hai ống bộc phá của QGP đưa về chiến hào. Đến lúc này tiểu đoàn chủ công của QGP vẫn chưa vào được vị trí chiếm lĩnh. Với một đối phương đã dày dạn kinh nghiệm trên chiến trường thì rõ ràng lính Hàn Quốc đã phát hiện ra ý định tấn công của QGP, liền gọi pháo từ các cứ điểm gần đó bắn cấp tập vào xung quanh cứ điểm. Các đơn vị của QGP bị thương vong một số, nhưng điều quan trọng là tiểu đoàn chủ công của QGP không thể cơ động vào chiếm lĩnh đúng theo kế hoạch. Như vậy, yếu tố bí mật của QGP cơ bản không còn.
Đến 3 giờ 30 phút, nghĩa là sau 5 tiếng đồng hồ kể từ khi tiểu đoàn chủ công của QGP chiếm lĩnh xong thì tiểu đoàn dự bị mới cơ bản chiếm lĩnh được trận địa. Trung đoàn trưởng liền phát lệnh tiến công. Trong suốt khoảng thời gian tiểu đoàn thứ hai tìm đường vào chiếm lĩnh, lính Hàn Quốc đã kịp củng cố hình thế bố trí, triển khai hoả lực ra các vị trí nghi ngờ QGP sẽ tiến công, do vậy hầu hết các vị trí cửa mở mà QGP xác định từ trước đều bị địch ngăn chặn quyết liệt. QGP đã phải tăng cường lực lượng mở cửa cho hướng thứ yếu, thay đổi cửa mở trên hướng chủ yếu thì mới có thể đưa lực lượng vào đánh chiếm đầu cầu. Riêng trên hướng chủ yếu, sau khi đã mở được cửa, một bộ phận của QGP đã chiếm được tiền duyên của đối phương, nhưng bộ phận phía sau không thể tiếp ứng vì hỏa lực của quân đội Hàn Quốc quá mạnh. Đến gần 4 giờ ngày 15-2, cả hai hướng đều phát triển không thuận lợi, nên QGP phải đưa lực lượng dự bị của tiểu đoàn 90 vào chiến đấu.
Đến 5 giờ 30 phút, QGP cơ bản làm chủ cứ điểm, nhưng không thể tiêu diệt hết lính Hàn Quốc, bởi lính Hàn Quốc đã co cụm về khu 3 và chống trả dữ dội. Sau khi đạt mục đích gây hoang mang cho đối phương, QGP tiến hành rút quân để đảm toàn lực lượng. Sau trận đánh, lính Hàn Quốc buộc phải co lại, rút bỏ một số chốt điểm ở Khánh Mỹ, Hòn Ngang, Hòn Dọc.